# Eburia brevispinis
Eburia brevispinis är en skalbaggsart som beskrevs av Bates 1880. Eburia brevispinis ingår i släktet Eburia och familjen långhorningar.
Artens utbredningsområde är:
- Guatemala.
- Nicaragua.

Inga underarter finns listade i Catalogue of Life.